# Guardamar (ort i Spanien)
Guardamar är en ort i Spanien.   Den ligger i provinsen Província de València och regionen Valencia, i den östra delen av landet, 300 km sydost om huvudstaden Madrid. Guardamar ligger 19 meter över havet och antalet invånare är 274.
Terrängen runt Guardamar är platt österut, men åt sydväst är den kuperad. Havet är nära Guardamar åt nordost.Runt Guardamar är det tätbefolkat, med 570 invånare per kvadratkilometer. Närmaste större samhälle är Gandia, 1,9 km väster om Guardamar. Runt Guardamar är det i huvudsak tätbebyggt.